# Иоанн Толедский
Иоанн Толедский (англ. John of Toledo) — английский кардинал, декан Коллегии кардиналов с 1254 по 1273 год.

## Биография
Изучал медицину в Толедо. Принял монашеский обет в ордене цистерианцев. Магистр теологии и doctor decretorum.
Направившись в Рим по делам ордена, остался там в качестве личного врача папы. Консистория 28 мая 1244 года провозгласила его кардиналом-священником церкви Сан-Лоренцо-ин-Лучина. Поддерживал канонизацию Эдмунда Абингдонского, архиепископа Кентерберийского, умершего в 1240 году. Был посредником между папой Иннокентием IV и королём Англии. Участник первого Лионского собора 1245 года. Он представлял интересы Англии в папском суде. В 1261 году короля Генриха III в его борьбе с властью баронов. Когда Ричард Корнуолл стал королём Германии, кардинал увеличил своё влияния избравшись в римский сенат. Участвовал в выборах папы 1254 (Александр IV) и 1261 годов (Урбан IV).
В 1262 году стал епископом Порто-Санта Руфина. Участвовал в папских выборах 1264-1265 годов (Климент IV) и 1268-1271 годов (Григорий X). В 1274 году стал главным римским викарием. Получил звание защитника ордена цистерианцев, поддерживал создание школ теологии в каждой из провинций ордена. Он основал монастыри в Риме, Перудже и Витербо. Он является автором нескольких медицинских трудов, в частности лат. Liber de conservanda (corporis) sanitate (также известного как лат. Liber de regimine sanitatis). Его книга лат. Littera de toto magisterio скорее относится к алхимии и химии, нежели к медицине.